# エレクトロラックス
エレクトロラックス（AB Electrolux、スウェーデン語: [ɛˈlɛ̂kːtrʊˌlɵks, ɛlɛktrʊˈlɵks]）は、スウェーデンのストックホルムに本社を置く家電メーカーである。世界150か国において、年間5,000万台以上の製品を販売し、冷蔵庫などの白物家電のほか、掃除機などの小物家電製品、業務用製品（調理器具やランドリー製品）も製造販売している。ナスダック・ストックホルム上場企業。
2014年のエレクトロラックスの売上額は約1兆5,500億円、従業員数は60,000人。1912年に世界で初めて家庭用真空式電気掃除機を販売して以来、100年以上に渡って事業を展開している。
尚、英字表記「AB Electrolux」における「AB 」 はスウェーデン語「Aktiebolag」の略称で、株式会社の意である。

## 概要
1910年にエレクトロメカニスカ（Elektromekaniska）株式会社としてスウェーデンで発足し、1919年にラックス（Lux ）株式会社と合併してエレクトロラックス（Elektrolux ）と名前を変え、1957年に現在のエレクトロラックス（Electrolux ）へと綴り字を変えた。家電や業務用の厨房機器、冷蔵機器、洗濯・乾燥機器、さらにアウトドア関連機器などさまざまな分野において事業展開している。家庭用電気掃除機（1912年）やノンフロン冷凍冷蔵庫（1993年）を世界で初めて発売したことで知られる。
現在は自社ブランドとしてのエレクトロラックスの他にも、アーエーゲー・エレクトロラックス（AEG-Electrolux ）やザヌーシ（Zanussi ）、フリッジデール、ユーレカ（Eureka ）といったブランドを用いて製造・販売を行っている。
かつては「Electrolux by TOSHIBA」のブランドで東芝と提携していたが、2006年で終了した。2004年コードレス・スティック型掃除機「エルゴラピード」シリーズを発売し、2013年にはコードレススティック掃除機において日本のマーケットシェア1位を獲得。エルゴラピード発売10周年である2014年度には、世界累計販売台数が1000万台を突破した。
また、2012年、エレクトロラックス100年の歴史の中で初めて日本市場に特化して開発された掃除機「エルゴスリー」が登場した。

## 製品
1912: 初の電気掃除機である「LUX　1（ラックスワン）」を販売。
1921: 初の可動式電気掃除機である「model V（モデルファイブ）」を販売。
1925: エレクトロラックス初の冷蔵庫となる「D-Fridge」が発売された。
1940: エレクトロラックス製品の中で最も歴史が長いスタンドミキサー「Assistant」発売。現在も販売が続くロングセラーとなっている。
1951: エレクトロラックス初の洗濯機となる「W 20」が発売された。
1959: エレクトロラックス初の食器洗浄機となる「D 10」が発売された。
1964:様々な機能を搭載した自己密閉ダストバック式電気掃除機「Luxomatic（ルクソマティック）」が販売された。
2001:世界初のロボット電気掃除機「Trilobite（トリロバイト）」が登場。
2002:インドで’話せる’ 洗濯機「Washy Talky」が発売された。
2003：最も静かな掃除機「ウルトラサイレンサー」が発売された。
2004：コードレス・スティック型掃除機「エルゴラピード」シリーズが登場。
2012：日本市場に特化して開発された掃除機「エルゴスリー」が発売された。エレクトロラックスが、家庭用掃除機を発売して100年。
2014：スティック型掃除機「エルゴラピード」発売10周年。ネイルケアブランドO・P・Iとコラボレーションした10周年記念限定モデルが発売された。

## スローガン
Thinking of you
あなたのことを考え抜いて。
実際に製品を使う人のニーズやライフスタイルのことを考え抜いて、日々の生活をより豊かにする事業を展開するという理念。

## 日本法人
エレクトロラックスの日本法人は、エレクトロラックス（AB Electrolux）全額出資の下、1975年7月22日に設立された。当初は家庭用電気製品事業と業務長電気製品事業の両事業を一社で担い、エレクトロラックス製品の輸入と、日本国内市場での販売を行っていた。

### 分社化
エレクトロラックス・ジャパンは公式HP（2019年9月4日附け「ニュース」）に於いて、同社が2019年9月2日に、家庭用電気製品事業と業務用電気製品事業とで分社化されたことが発表された。分社化に伴い、1975年の日本法人設立から続く旧エレクトロラックス・ジャパンは法人格を継承し、「エレクトロラックス・プロフェッショナル・ジャパン株式会社」と改称して、業務用電気製品事業を開始した。対して分離された家庭用電気製品事業は、旧商号「エレクトロラックス・ジャパン」を継承し、新法人「エレクトロラックス・ジャパン株式会社」（新）として新たに設立された。
尚、分社前は両事業部（両社）とも東京都港区芝公園2-4-1 芝パークビルA館6Fを本社としていた。

#### エレクトロラックス・プロフェッショナル・ジャパン株式会社
業務用洗濯機・乾燥機、コインランドリー機器、業務用厨房機器（スチームコンベクションオーブン等）の輸入・販売。
2025年7月1日、後述するTOSEIと会社統合（合併）し解散。
本社：東京都港区芝大門2-5-5　住友芝大門ビル4F（2019年12月23日移転）

#### エレクトロラックス・ジャパン株式会社
プロフェッショナルと同館内に本社を構えていた頃までは、メジャーアプライアンス（MA）事業部とスモールアプライアンス（SA）事業部の二部門にわかれていたが、分社後間も無くの現所在地への移転後は、MA事業部とSA事業部が合併され、窓口も一本化されている。
本社：東京都港区虎ノ門4丁目3番20号 神谷町MTビル2階（2020年3月16日移転）
2024年12月、当社が翌2025年1月1日を以って日本での事業を停止し、日本法人を清算すると発表した。以後、メーカーにおける商品の保証期間が残っている場合は日本での事業者を通し、タイ法人（エレクトロラックス・タイ）で対応する。
業務用機器を取り扱う「エレクトロラックス・プロフェッショナル・ジャパン株式会社」は、この発表の影響はないとして2025年以降も事業を継続するとしていた。なお、先述したように2025年7月1日をもってTOSEIと合併し、以後は同社が引き続き事業を継続する。

##### スモールアプライアンス（SA）事業
掃除機、空気清浄器などの小物家電製品の輸入・販売。

###### 主なSA商品
以下、日本法人が販売を行う製品について記す。
- Ergothree（エルゴスリー）：キャニスター掃除機（コード式掃除機）。日本市場に特化した製品。販売終了。
- Ergorapido（エルゴラピード）：スティッククリーナー（充電式掃除機）。マイナーチェンジを繰り返しながら長年に亘り販売。製品名は振り仮名がないと誰も訓めない。
- Purei9（ピュアアイナイン）：エレクトロラックスが世界に先駆けて市販化したロボット掃除機の進化版。現行品はPurei9.2およびその廉価版のPurei8。搭載カメラで障碍物を避けながら掃除ができる。
- PureA9（ピュアエーナイン）：五角形筒型の空気清浄機。

##### メジャーアプライアンス（MA）事業
白物家電やビルトインタイプの調理器具などの輸入・販売。高級路線の「AEG（アーエーゲー）」および大衆向けの「エレクトロラックス」の両ブランドで展開している。「エレクトロラックス」ブランドの製品は同じくスウェーデン発祥のIKEAでも販売されている。
尚、ショールームはエレクトロラックス・ジャパン株式会社の本社（東京都港区）展示室一箇所のみで、大阪のショールームは分社化に伴い閉鎖されている。

###### 主なMA製品
- 洗濯乾燥機（洗濯単独、乾燥単独の製品は販売終了）
- 食器洗い機
- IHクッキングヒーター
- オーブン
- 冷蔵冷凍庫・冷蔵庫・冷凍庫（いづれも販売終了）

### 株式会社TOSEI
2024年1月10日、エレクトロラックス・プロフェッショナル・グループは業務用クリーニング機器および真空包装機大手の株式会社TOSEIの全株式を丸の内キャピタルなどから取得し、傘下に収めた。また、先述したように2025年7月1日にエレクトロラックス・プロフェッショナル・ジャパン株式会社と合併している。

### 歴代社長
エレクトロラックス・ジャパン株式会社（新）
1. 平井　敬人：2019-2022
2. 前野　哲也：2022-

### エレクトロラックス・ベストクリーニスト賞
2014年に、きれい好きな芸能人を称える「エレクトロラックス・ベストクリーニスト賞」が創設された。
- 第1回（2014年） - 坂上忍[12]
- 第2回（2015年） - 今田耕司[13]